# El Ateneo Grand Splendid

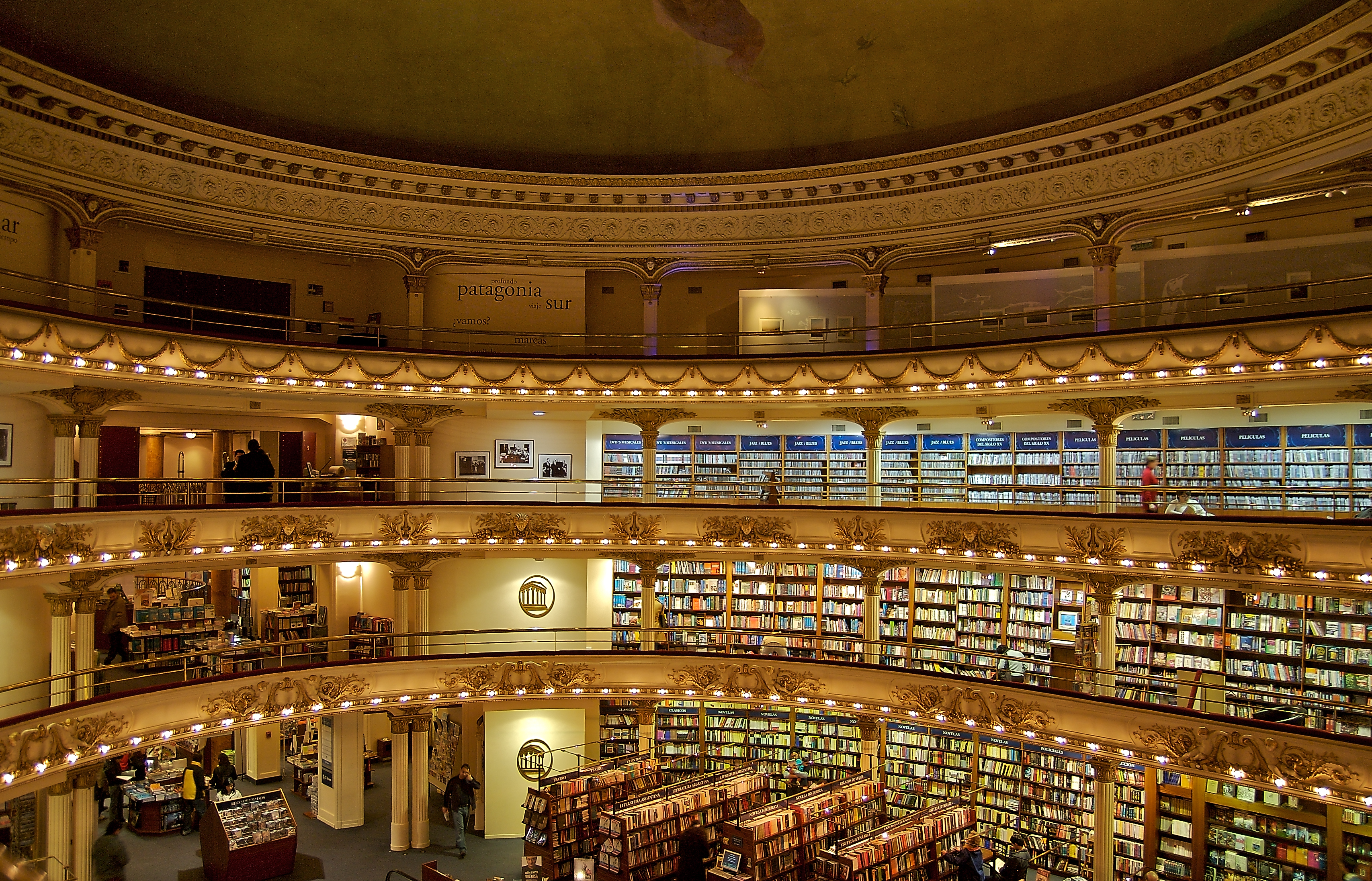
Interior de la librería

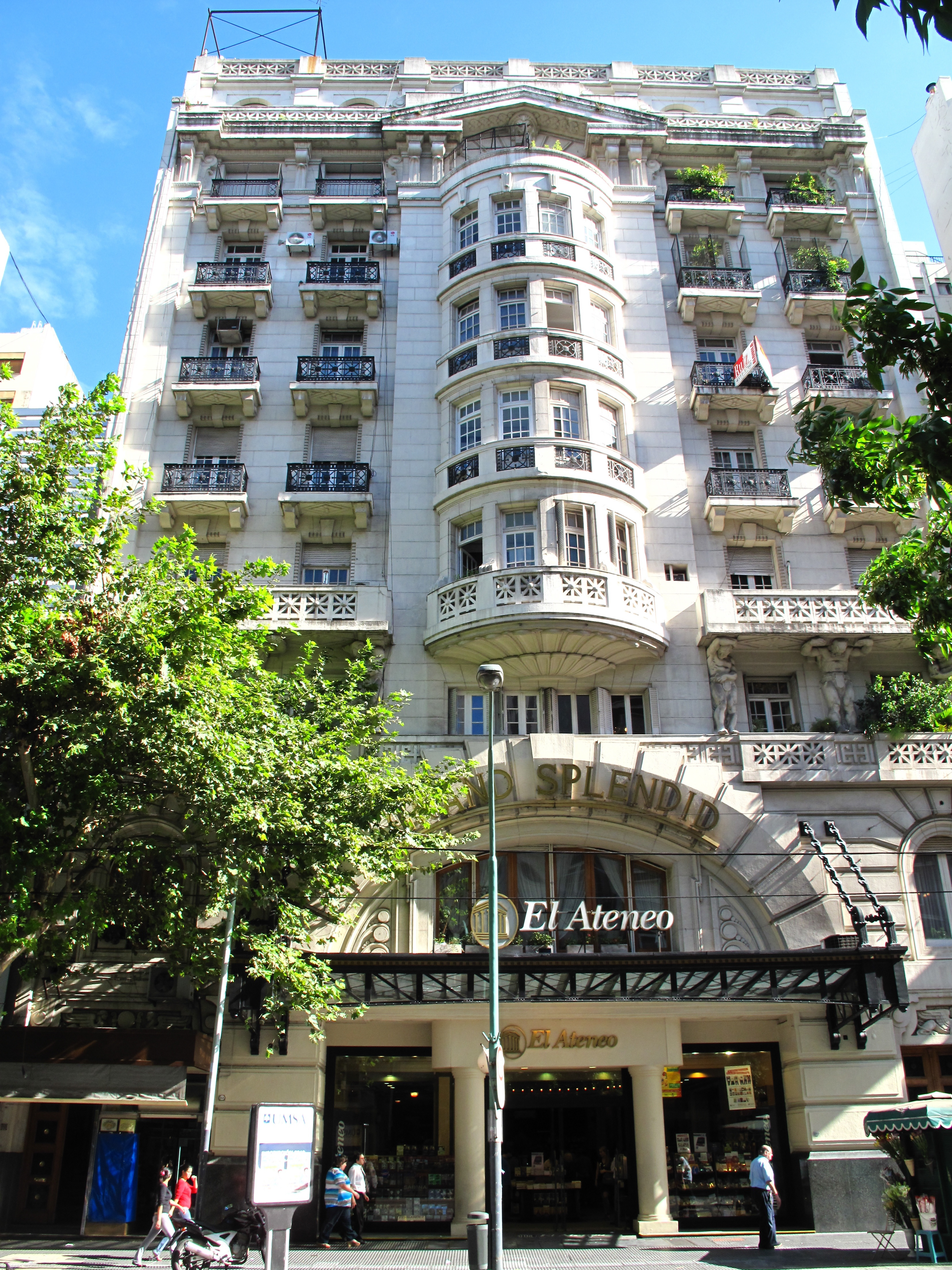
Exterior del edificio.

El Ateneo Grand Splendid es una librería ubicada en el barrio de Recoleta, Buenos Aires. Destaca por situarse donde lo hiciera el teatro Grand Splendid, habiendo conservado la arquitectura original de dicho teatro, pero estando a su vez readaptado para funcionar como librería. En 2008, fue elegida por el periódico británico The Guardian como la segunda librería más hermosa del mundo, y en 2019, National Geographic la declaró como la más bella del mundo.

## Historia

### Teatro y cine
El edificio actual fue iniciado en 1917 e inaugurado en mayo de 1919 por el empresario de origen austríaco Max Glücksmann. Él encargó su construcción con el fin de instalar un cine-teatro sobre los cimientos de lo que otrora fuera el Teatro Nacional Norte. Diseñado por los arquitectos Peró y Torres Armengol y construido por los arquitectos Pizoney y Falcope, el flamante teatro fue denominado "Gran Splendid". Contaba con cuatro hileras de palcos y una platea con capacidad para 500 personas.
En él desfilaron grandes personalidades del tango como Ignacio Corsini, Roberto Firpo (quien le dedicó el tango Gran Splendid, en 1927) y Carlos Gardel, quien empezó a grabar para el sello Nacional Odeón (actualmente EMI), en 1920, en el estudio de grabación que Glücksman había instalado en el edificio. Hay quienes afirman que en este lugar Glücksmann le enseñó a Gardel como podía hacer para darle más potencia a su voz en las grabaciones: poniéndose detrás de una silla y tomándose con las manos del respaldo, de manera de poder expandir su caja torácica. La sala donde Gardel grababa aún existe en el edificio, pero no es de acceso público.
Entre 1919 y 1982 funcionó como teatro y por su escenario pasaron los más talentosos artistas argentinos y extranjeros. La última obra teatral aquí presentada fue Perciavalle a pleno color, de Carlos Perciavalle en 1982 (dirigida por Mario Morgan). Entre 1924 y 1930, Glücksmann contribuyó al desarrollo de la música rioplatense a través de eventos especiales, particularmente con los estimulantes Concursos del Gran Splendid.
Desde 1982 hasta 1999 funcionó como cine, proyectando los mejores estrenos internacionales. Era una sala emblemática de la ciudad junto a los cines Metro y América.

### Radio
La histórica emisora Radio Splendid comenzó a transmitir el 23 de mayo de 1923 desde el primer piso del edificio, bajo el nombre Grand Splendid Theatre. Montó sobre la azotea una torre de antena inclinada, que desde alrededores se apreciaba como una imponente grúa con su correspondiente pluma en suspenso. En 1924, cambió su nombre a Radio Grand Splendid. Y ya en 1929 adoptó su denominación tradicional. Ese mismo año, el 1 de octubre, fue la emisora del debut de Carlos Gardel cantando en radio.
La radio abandonó las instalaciones del teatro en 1930 y trasladó sus operaciones a la calle Ayacucho 1556.

### La librería
En el año 2000, el Grupo ILHSA firmó un contrato de alquiler hasta el 2010 e invirtió 3 millones de dólares en remodelaciones que estuvieron a cargo del estudio del arquitecto Fernando Manzone, quien tardó solo dos meses en preparar todo el proyecto de remodelación y luego seis meses más de obra para finalmente inaugurarla el 4 de diciembre de 2000.
La librería El Ateneo es una marca tradicional, creada en 1912, que actualmente se halla asociada a la firma Yenny y a la librería virtual Tematika (Grupo ILHSA), y posee 54 locales repartidos en la Argentina, principalmente en CABA y en la provincia de Buenos Aires. 
El local del exteatro Grand Splendid es el de mayor cantidad y diversidad de oferta de la cadena: 120.000 títulos en stock en una superficie de venta de 4.000 metros cuadrados. Según cifras de 2008 pasaron unas 3.000 visitas por día -medido con un contador electrónico en la puerta de entrada- y se vendieron más de 700.000 libros. Es un punto turístico en los recorridos de la zona sobre todo para los extranjeros.
La librería actual mantuvo el esplendor del desaparecido cine-teatro, con la cúpula pintada, los balcones originales, la ornamentación intacta y hasta el telón de terciopelo. Varios cómodos sillones repartidos permiten sentase a leer cualquier libro sin obligación de compra, tanto en lo que fuera el sitio de la platea como en los antiguos palcos, o en lo que fuera el escenario que actualmente se usa restaurante y confitería y posee un piano en el cual se ejecuta música que acompaña la lectura. En el subsuelo las escaleras mecánicas conducen al salón de venta de música y libros para niños. El piso más alto es dedicado a exposiciones, presentaciones de libros y firmas de ejemplares. Donde se venden los libros de bolsillo se hallaban las ventanillas para la venta de entradas.
En 2008, fue elegida por el periódico británico The Guardian como la segunda librería más hermosa del mundo. En 2018, fue visitada por el presidente francés Emmanuel Macron junto a su esposa, en el marco de la cumbre del G-20 y pidió especialmente conocer la librería. Fue considerada como la librería más bella del mundo por la National Geographic en 2019.

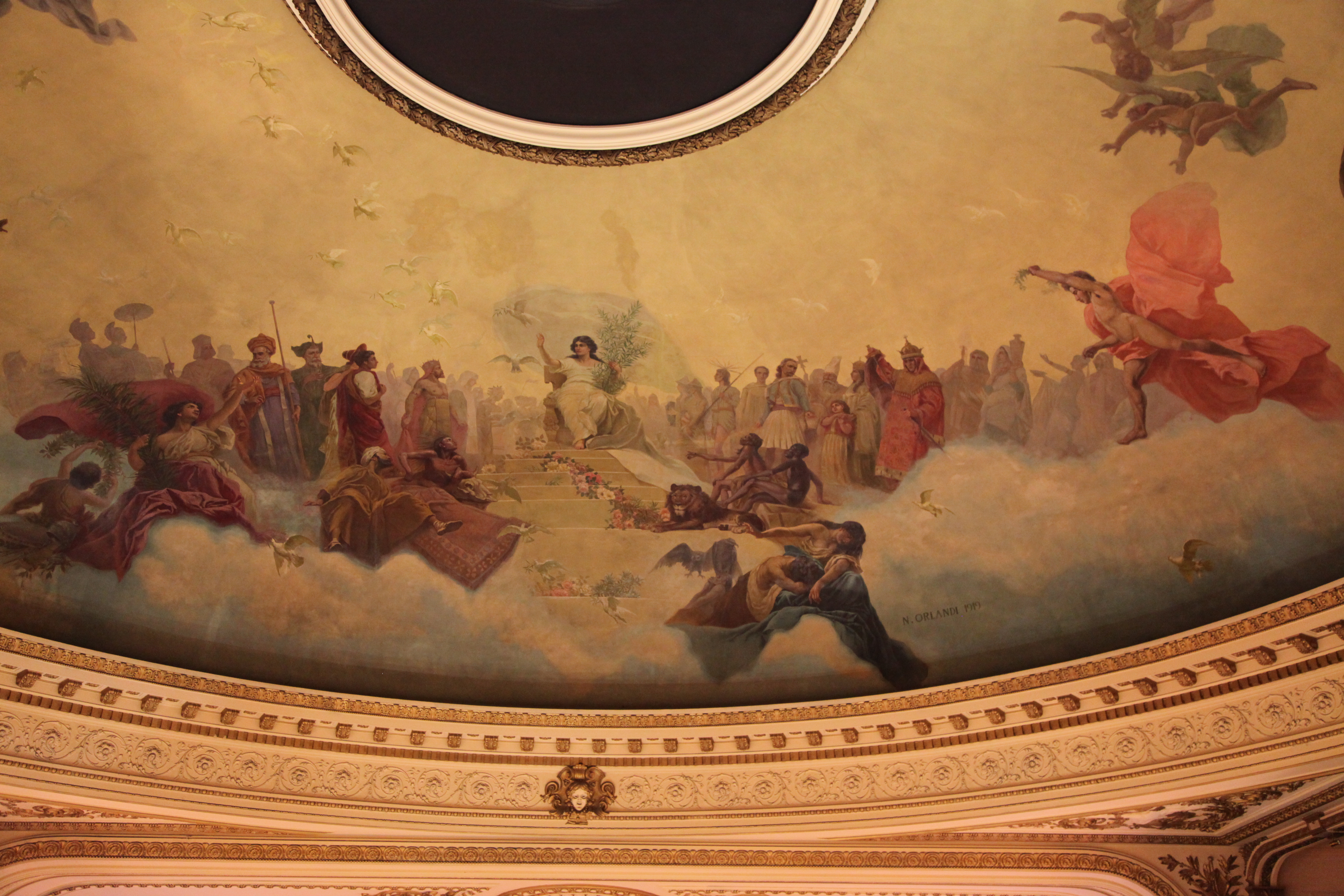
Detalle de la cúpula

## Cúpula del Ateneo
La cúpula mide 20 m x 19 m x 3,65 m. La técnica para pintar la obra que en ella se ve fue la de pintura al óleo, y su realizador fue Nazareno Orlandi. Se trata de una representación alegórica de la paz, pintada en 1919 como un festejo por el fin de la Primera Guerra Mundial. La paz está representada por una sensual figura femenina que se halla pintada sobre una escalinata rodeada de flores. Los diferentes representantes del mundo en conflicto la secundan, festejando el restablecimiento de su poder. Guirnaldas de flores, nubes que han dejado detrás la tormentosa guerra, palomas, ángeles y ninfas rodean la escena.
Otra figura femenina en el sitio opuesto al gran tema, sobre la izquierda, sostiene un proyector de cine cuyo film es una cinta envolvente de paz, como conectando la nueva tecnología con las alabanzas hacia el amor, la paz y la concordia, logrando el conjunto una armoniosa composición académica.

## Galería

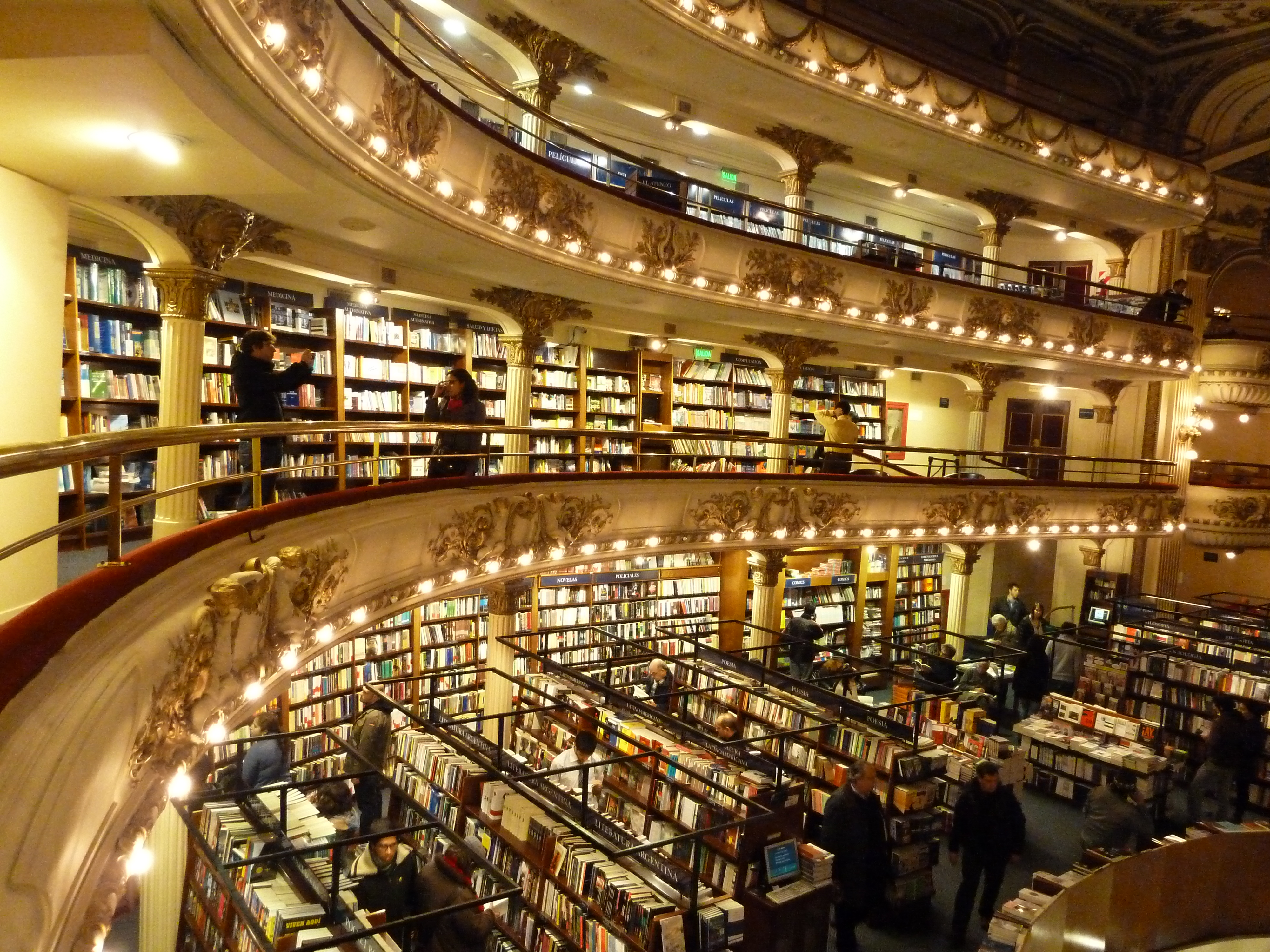
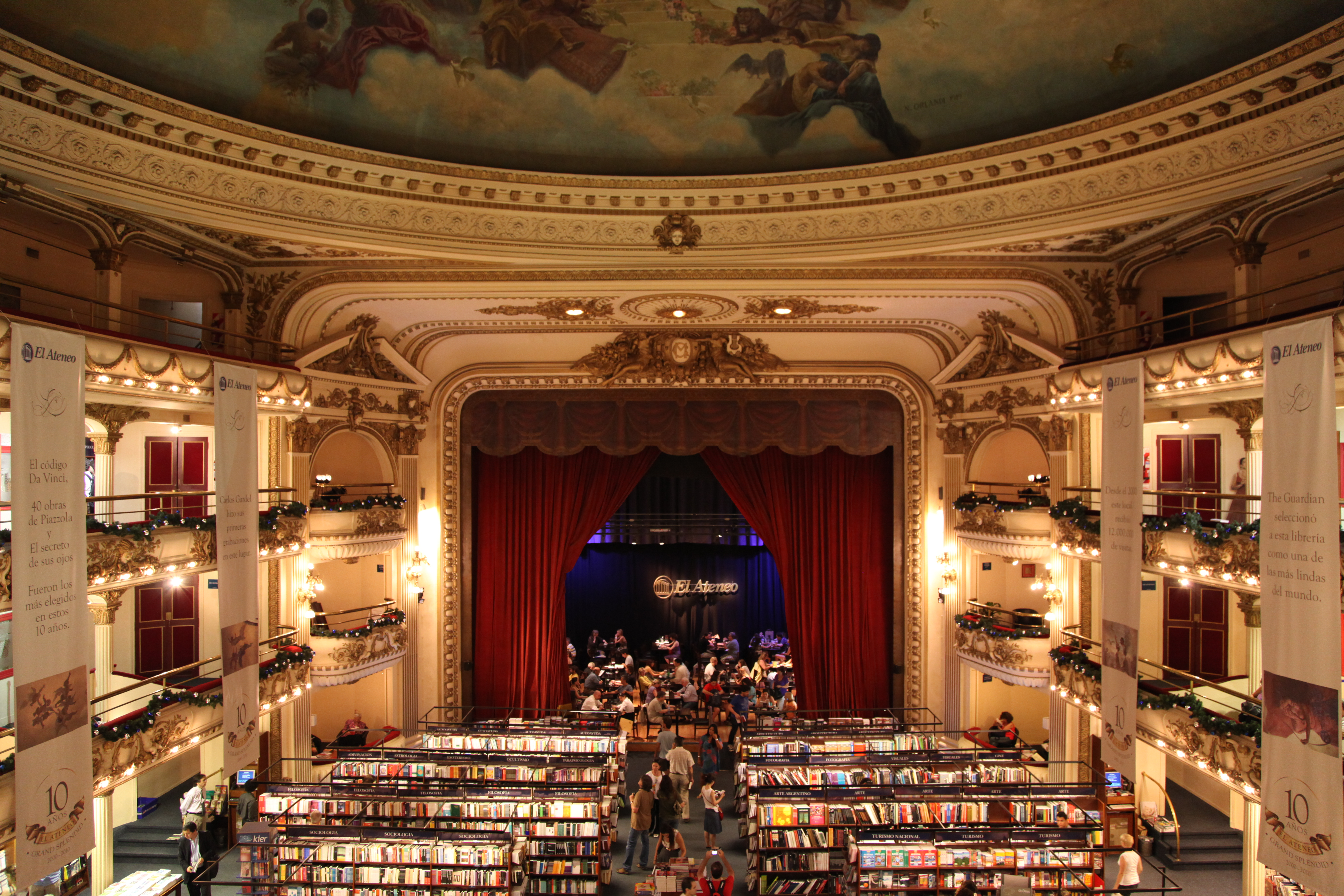
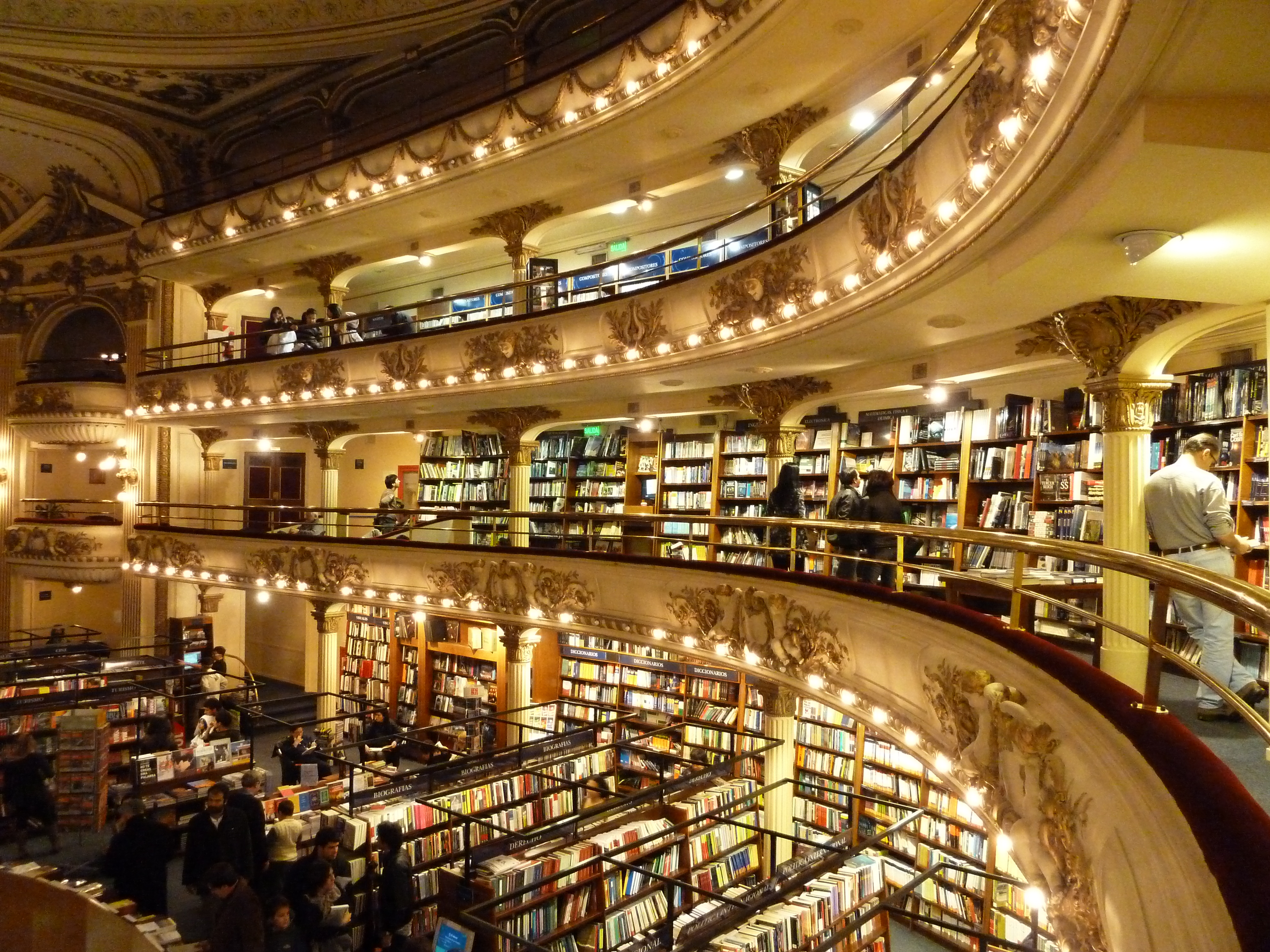
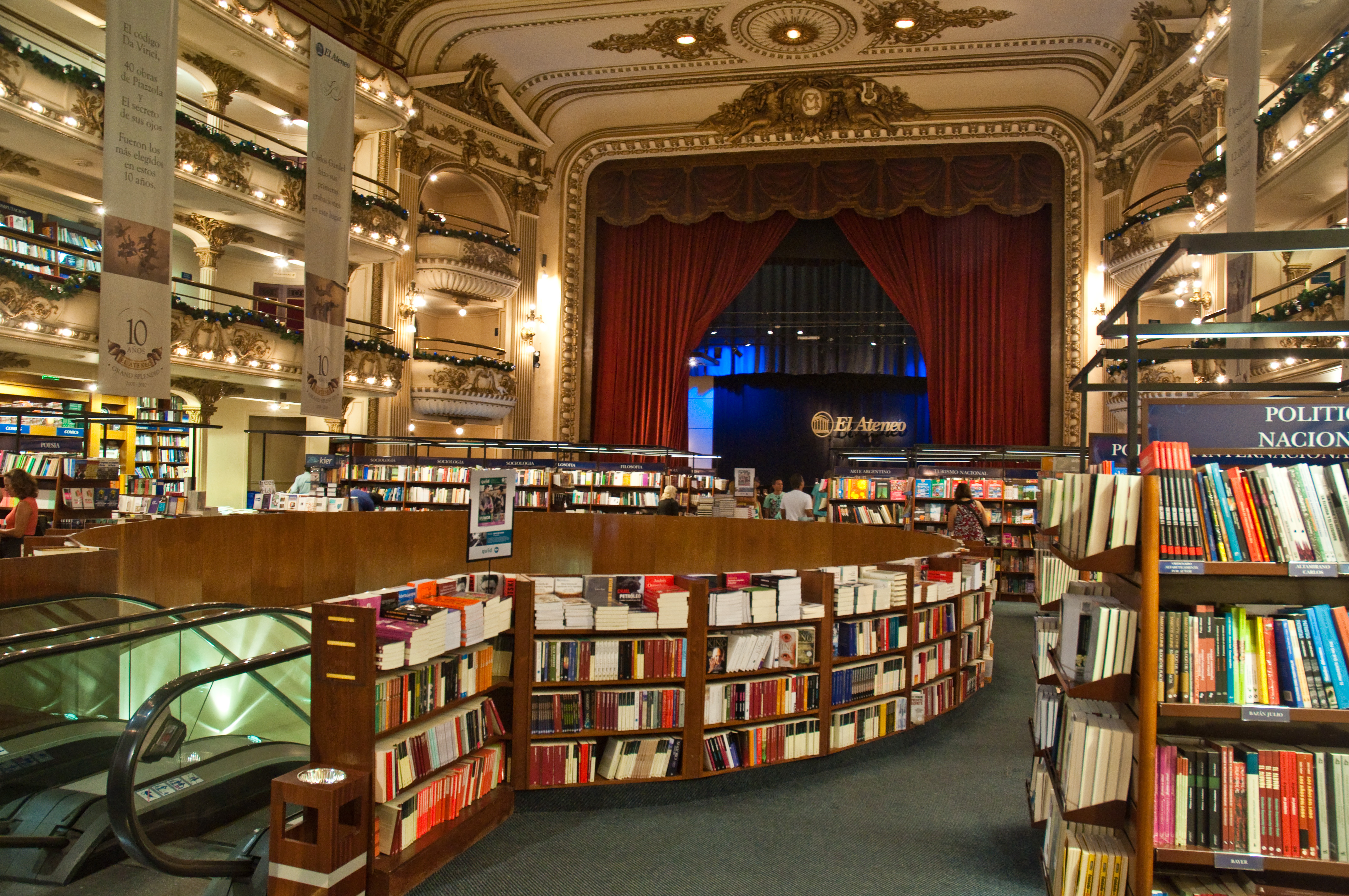
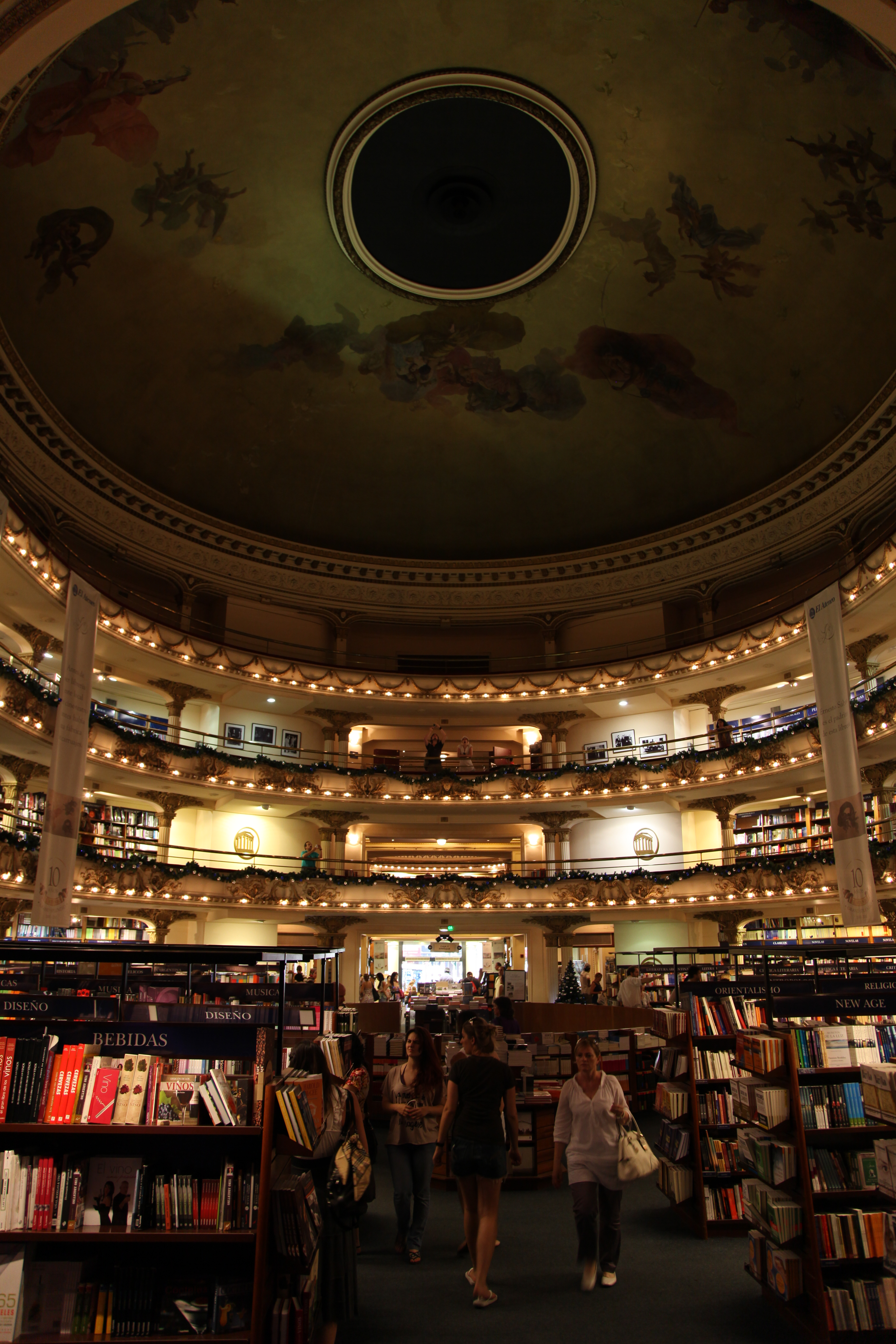